# Euproctis commutanda
Euproctis commutanda är en fjärilsart som beskrevs av Swinhoe 1903. Euproctis commutanda ingår i släktet Euproctis och familjen tofsspinnare. Inga underarter finns listade i Catalogue of Life.